# 中部徳洲会病院
中部徳洲会病院（ちゅうぶとくしゅうかいびょういん）は沖縄県中頭郡北中城村にある医療機関である。

## 診療科
出典
- 内科
- 呼吸器内科
- 循環器内科
- 消化器内科
- 血液内科
- 腎臓内科
- 脳神経内科
- ペインクリニック内科
- 外科
- 呼吸器外科
- 心臓血管外科
- 消化器外科
- 乳腺外科
- 小児外科
- 気管食道外科
- 肛門外科
- 整形外科
- 脳神経外科
- 形成外科
- 膵臓外科
- リウマチ科
- ペインクリニック外科
- 小児科
- 皮膚科
- 泌尿器科
- 婦人科
- 眼科
- 耳鼻咽喉科
- リハビリテーション科
- 放射線科
- 病理診断科
- 臨床検査科
- 救急科
- 泌尿器科（人工透析）
- 麻酔科
- 歯科口腔外科

## 医療機関指定
出典
| 保険医療指定機関                   | 臨床研修指定病院           |
| 救急告示病院                       | 地域災害拠点病院           |
| 難病指定医療機関                   | 特定疾患指定医療機関       |
| 結核予防指定医療機関               | 小児慢性疾患指定医療機関   |
| 母体保護法指定医療機関             | 被爆者一般疾病指定医療機関 |
| 生活保護指定医療機関               | 特定給食施設               |
| 生活習慣病予防健診実施機関         | 労災保険指定医療機関       |
| 労災保険二次健診等給付指定医療機関 | 地域医療支援病院           |

## 関連施設
出典
- 介護老人保健施設　おきなわ徳洲苑
- 健康管理センター
- 徳洲会ハンビークリニック
- よみたんクリニック
- 与勝あやはしクリニック
- 宮古島徳洲会病院
- 徳洲会伊良部島診療所
- 石垣島徳洲会病院
- ちゅうとく訪問看護ステーション
- 徳洲会新都心クリニック
- 特定施設　みやとく
- 認知症対応型共同生活介護施設　美ら徳